# 华坪镇
华坪镇，是中华人民共和国陕西省安康市镇坪县下辖的一个乡镇级行政单位。
渝龙村是陕西的最南点。

## 行政区划
华坪镇下辖以下地区：
三坝村、尖山坪村、团结村和渝龙村。